# Terrence Malick
Terrence Frederick Malick (ur. 30 listopada 1943 w Waco) – amerykański reżyser, scenarzysta i producent filmowy. Jedna z kluczowych postaci Nowej fali amerykańskiego kina (New Hollywood). Jego filmy znane są z podejmowania w nich tematyki transcendencji, metafizyki, oraz używania aktorów w roli narratorów zza kadru. Malick jest laureatem Złotej Muszli w San Sebastián za Badlands (1974), Złotego Niedźwiedzia w Berlinie za Cienką czerwoną linię (1999) oraz Złotej Palmy w Cannes za Drzewo życia (2011).
Debiutował w 1973 filmem Badlands. Opowiedział w nim historię, opartą na prawdziwych wydarzeniach z 1958, pary młodocianych zabójców przemierzających pustynie Montany oraz Dakoty i z zimną krwią mordujących ludzi spotkanych po drodze.
Niebiańskie dni z 1978 to rozgrywająca się w początkach XX wieku na amerykańskim Zachodzie, opowieść o miłosnym trójkącie z Richardem Gere'em w jednej z głównych ról.
Jednym z ważniejszych dzieł Malicka jest – oparta na książce Jamesa Jonesa o tym samym tytule – Cienka czerwona linia, dramat wojenny rozgrywający się na Pacyfiku (Guadalcanal) i zrealizowany w gwiazdorskiej obsadzie. Film na Międzynarodowym Festiwalu Filmowym w Berlinie w 1999 zdobył Złotego Niedźwiedzia, był także nominowany do Oscara w 7 kategoriach. Sam Malick zdobył nominacje w kategoriach: reżyseria i najlepszy scenariusz adaptowany.
Film Drzewo życia zdobył Złotą Palmę na 64. Festiwalu Filmowym w Cannes.
Malick jest z wykształcenia filozofem. Pracował także jako dziennikarz. Po nakręceniu Niebiańskich dni wyjechał do Francji i na niemal 20 lat zniknął z filmowego światka.

## Reżyseria
- 1969 – Lanton Mills
- 1973 – Badlands
- 1978 – Niebiańskie dni (Days of Heaven)
- 1998 – Cienka czerwona linia (The Thin Red Line)
- 2005 – Podróż do Nowej Ziemi (The New World)
- 2011 – Drzewo życia (The Tree of Life)
- 2012 – Wątpliwości (To the Wonder)
- 2015 – Rycerz pucharów (Knight of Cups)
- 2016 – Voyage of Time
- 2017 – Song to Song
- 2019 – Ukryte życie (A Hidden Life)

## Nagrody
- Nagroda na MFF w Cannes
  - Złota Palma: 2011: Drzewo życia
  - Nagroda dla najlepszego reżysera: 1979: Niebiańskie dni
- Nagroda na MFF w Berlinie Złoty Niedźwiedź: 1999: Cienka czerwona linia
- Nagroda na MFF w San Sebastián Złota Muszla: 1974: Badlands